# Angry Grandpa
Charles Marvin Green Jr. (Condado de Chatham, Georgia, 16 de octubre de 1950 - Summerville, Carolina del Sur, 10 de diciembre de 2017), más conocido como Angry Grandpa, fue una personalidad de internet estadounidense. Sus videos han aparecido en Dr. Drew de HLN, Most Shocking, Rude Tube de TruTV y Pranked de MTV.
En un lapso de diez años, el canal de YouTube de Green, TheAngryGrandpaShow, acumuló un total de 4.8 millones de suscriptores y 1.8 mil millones de visitas. Luego de complicaciones de salud previas, Green murió de cirrosis en 2017.

## Carrera en YouTube
TheAngryGrandpaShow fue creado inicialmente en 2007 por el hijo de Green, Michael, y se hizo conocido en gran parte por sus videos de bromas, en los que frecuentemente se ve a Green reaccionando a las provocaciones de su hijo gritando blasfemias y destruyendo muebles, electrodomésticos de cocina y tecnología. Sus comentarios y reacciones exageradas a eventos recientes y temas controvertidos también han atraído una atención significativa.
Después de reunir una audiencia en Break.com, Green migró a YouTube y ganó popularidad allí. Entre los videos más populares de Green se encuentran su reacción al video musical del sencillo "Friday" de Rebecca Black, que apareció en la lista de videos virales de The Guardian en 2011, Green rompiendo las entradas de WrestleMania de su hijo, destruyendo la PlayStation 4 de su hijo, rompiendo un televisor durante el Super Bowl 50 después de sentirse frustrado por la pérdida de su equipo favorito, y una broma que le hizo cortar un durian con una espada japonesa. En otro formato de video popular, se ve al hijo de Green obsequiando a su padre, quien hasta ese momento había vivido en un parque de casas rodantes, una casa nueva y un Chevrolet Bel Air de 1955, uno como el que tenía en su juventud, haciendo que Green reaccionara, a modo de excepción, con alegría y gratitud.
Si bien se han planteado preguntas sobre la autenticidad del contenido del canal, incluso por parte del también YouTuber Ray William Johnson, el hijo de Green ha atribuido al trastorno bipolar de su padre los arrebatos de ira que se ven en los videos.
En diciembre de 2015, Green lanzó una versión de "The Most Sensible Thing" de Waylon Jennings en asociación con el músico Shooter Jennings, con quien había grabado videos anteriormente. A diciembre de 2020, TheAngryGrandpaShow todavía está siendo operado por el hijo de Green. El canal ahora sube principalmente videos póstumos que fueron producidos antes de la muerte de Green.

## Vida personal y muerte
Green se crio en Charleston, Carolina del Sur en un hogar de bajos ingresos. Trabajó en varios trabajos, incluso como bombero y propietario de una pequeña empresa. Se había divorciado dos veces y era padre de cinco hijos. Como padre y antes de su carrera en YouTube, Green se describió a sí mismo como un "padre distante y alcohólico de 800 libras". Afirmó que su estatus de celebridad y sus seguidores le habían dado un propósito renovado en la vida. En 2015, se estimó que Green tenía un patrimonio neto de 1,5 millones de dólares estadounidenses.
Green había lidiado con varias afecciones médicas, como neumonía, cálculos renales y cáncer de piel, la última de las cuales había entrado en remisión. Después de colapsar en la fiesta del 4 de julio de su hijo en 2017, a Green le diagnosticaron cirrosis hepática. Después de meses de deterioro de su salud, Green sucumbió a la enfermedad en su residencia el 10 de diciembre de 2017, a los 67 años. Además de otras personalidades de YouTube, Roseanne Barr, Shooter Jennings y Paul Heyman enviaron condolencias, el último de los cuales lo describió como un "pionero de YouTube".